# Дидик Созонт
Созонт Дидик ЧСВВ (у хрещенні Степан, 21 грудня 1875, с. Дрищів, нині с. Надрічне, Тернопільський район, Тернопільська область — 19 грудня 1950, Ґлен-Коув) — український церковний діяч, священник УГКЦ, один із перших настоятелів-василіян Канади.

## Життєпис
Народжений 21 грудня 1875 року в селі Дрищів Бережанського повіту, Королівство Галичини і Володимирії, Австро-Угорщина (нині Надрічне, Тернопільського району Тернопільської области, Україна).
У 1892 році став ченцем Краснопущанського монастиря ЧСВВ. Від 1902 року — місіонер у Канаді. Ініціював:
- будівництво першого храму для української громади Едмонтона в 1904 році
- видання часопису «Канадійський русин» (1911, з 1918 року — «Канадійський українець»).

У 1929—1943 роках був парохом в Едмонтоні, де в 1939 році започаткував будівництво храму на честь 950-річчя хрещення України.
Від 1943 року — у США: ігумен монастиря святого Йосафата (Ґлен-Коув, 1943—1946), перший ігумен монастиря-новіціяту в Довсоні (1946—1948). Від 1948 року — заступник протоігумена Американської провінції ЧСВВ.